# Меланизъм
Мелани́зъм (от на гръцки: μέλας – черен) представлява фенотипна проява на черно оцветяване на различни видове организми, обратна на албинизма. Черният, сивият и кафявият цвят на оцветяване на тялото се определя от пигмента меланин и възниква в резултат на наследствени изменения. Той може да бъде и обусловен от естествения отбор в случаите, когато тъмнооцветените индивиди са по-жизнеспособни от светлите. В други от случаите меланизмът може да се появи на различен етап от живота на организма и да бъде в резултат на появата на туморно образувание.
Близко до меланизма е и друга форма, наречена непълен меланизъм (абундизъм). Това е състояние на усилена неравномерна пигментация на кожата или други обвивки на тялото. Например при абундизма петната или ивиците при животните могат да се разширят и така да се слеят като образуват нехарактерно за вида оцветяване на тялото. Меланизмът и абундизмът често се проявяват в резултат на мутация, но е възможно да възникнат и в резултат на други фактори. Такава например е температурата по време на бременност, която оказва влияние на транскрипцията и транслацията на гените.
При нормални условия меланизмът се наблюдава при много видове животни – основно бозайници, много видове влечуги, насекоми и риби.

## Адаптация
В случаите, когато меланизмът е свързан с процесите на адаптация се нарича адаптивен. В тези случаи по-тъмните индивиди от вида успяват да оцелеят и да се размножават по-добре от по-светлооцветените представители. Така се превръщат в по-трудно забележими за хищници, а черните хищници използват цвета на кожата си като предимство при нощен лов. В повечето случаи адаптивният меланизъм е наследствен като е детерминиран от доминантен ген, който е изцяло или почти изцяло изразява фенотипната проява на натрупване на пигмента меланин в кожата и нейните образувания. Адаптивният меланизъм е характерен за различни видове бозайници и коралови змии.

## Индустриален меланизъм
През 1848 г. в района на Манчестър била уловена пеперуда меланист. Това е брезова педомерка (на латински: Biston betularia), която по принцип е със светло оцветяване на крилата. Към 1895 г. около 98% от популацията на пеперудите от вида в района на промишления център била съставена от черни екземпляри. Този пример често се дава като знаков за естествения отбор, при който благодарение на развитието на промишлеността кората на дърветата в околностите на Манчестър потъмнява. Естествените врагове на пеперудата синигери и дроздове, лесно откривали белите пеперуди върху тъмните стволове. Белегът черен цвят на крилата се оказал наследствен като в борбата за съществуване давал предимство. Ето защо естествения отбор го запазил и подсилил в следващите поколения.

## Меланизъм при котките
Сред бозайниците класическите примери за меланизъм са тези при представителите на семейство Котки. Черните пантери са класически пример на големи котки меланисти – основно леопарди и ягуари. Черно оцветяване при представителите на семейство котки е характерно за 11 от 37-те вида на семейството, но никога не е характерно за всички представители от даден вид. Така например мутацията за черно оцветяване на тялото е толкова добре застъпена при леопардите в Югоизточна Азия, че повече от 50% от представителите на вида обитаващи Малайзия са черни. Черният цвят на представителите се обуславя от местообитанията, които в случая са гъсти и слабоосветени гори, в които черният цвят на тялото осигурява предимство при оцеляването на вида. Черната форма на леопарда е характерна за екваториалните гори на Малая и високите планински масиви в Кения. При сервала меланистичните форми се срещат във високопланински райони на Източна Африка. При ягуарунди окраската на космената покривка варира от тъмно кафяво и сиво до светло червен. Черни ягуари се срещат в различни части на Южна Америка. През 1938 и 1940 г. в субтропичните райони на Флорида са уловени живи два черни риса. При домашните котки случаите на меланизъм са също често явление. При това популацията на черните котки е застъпена в по-висока степен сред представителите обитаващи свободно градска среда. Установено е, че черните котки имат по-балансирана нервна система и по-бърза реакция от останалите котки с различна окраска на тялото. Това им осигурява известно предимство при условията на градската среда.

## Връзка с имунната система
Меланинът изпълнява няколко физиологични роли в поддържане на здравето свързано със синтезата на Витамин D. От първостепенно значение той определя степента на пигментация на кожата като така предпазва организма от преминаването на вредни за него ултравиолетови лъчи. От друга страна синтезата на калцитриол в кожата е зависима от ултравиолетовото лъчение. Гените, които индуцират появата на меланизъм е възможно да създават резистентност на организма към вирусни инфекции. Вероятно на това се дължи и високата степен на меланисти сред леопардите в Малая и остров Ява. Подобно на тях е възможно и случаите на меланизъм сред леопарди и сервали в планинския масив Абърдеър в Източна Африка да се дължат на оцеляване при преминала инфекция. Друг възможен вариант е, че черните индивиди привличат повече топлина със своята окраска и така успяват по-лесно да оцелеят при трудните високопланински условия. Проучване, публикувано през 2003 г. в списание „New Scientist“, сочи, че меланизмът свързан с рецесивните гени при леопардите се дължи по-скоро на възможността да оцеляват при възникнали инфекции, отколкото да се дължи на надморската височина, при която се срещат представителите. Леопардите меланисти оцеляват по-добре и запазват рецесивния белег, който би следвало да се проявява доста по-рядко. Това обяснява и защо черните представители на вида са често срещани, редом с тези притежаващи характерната за вида окраска на козината.
- Черен кайман
- Светла и черна брезови педомерки
- Източна сива катерица с меланизъм
- Кралски гепард – форма с абундизъм